# سان ميشال سور تيرنويس
سان ميشال سور تيرنويس (بالفرنسية: Saint-Michel-sur-Ternoise)‏ هي بلدية تقع في إقليم باد كاليه من منطقة نور با دو كاليه في شمال فرنسا. تبلغ مساحة هذه المدينة 5.97 (كم²)، وترتفع عن سطح البحر 90 م، يبلغ عدد سكانها 959 نسمة حسب إحصاء المعهد الوطني للإحصاء والدراسات الاقتصادية سنة 2009 م. وترأس Josette Édouart البلدية خلال فترة (2008-2014).